# Čelno
Čelno - górski potok w Wewnętrznych Karpatach Zachodnich, w północno-zachodniej części Rudaw Weporskich, w środkowej Słowacji. Lewobrzeżny dopływ Hronu. W niektórych publikacjach występuje pod identyczną nazwą jak dolina, którą spływa, tj. Predajnianske Čelno.
Źródła na północno-wschodnich stokach kopuły szczytowej góry Kolba (1162 m n.p.m.), na wysokości 1110–1140 m n.p.m. Spływa generalnie w kierunku północno-północno-wschodnim prostą, głęboko wciętą i dość stromo opadającą doliną zwaną Predajnianske Čelno. Poza kilkoma krótkimi, kilkusetmetrowymi potoczkami w górnym biegu nie posiada większych dopływów. Dopiero u wylotu doliny, na wysokości ok. 485 m n.p.m., przyjmuje większy dopływ prawobrzeżny, potok Malé Čelno (inaczej: Lopejské Čelno). Na wysokości ok. 450 m n.p.m., w miejscowości Lopej, uchodzi do Hronu jako jego lewobrzeżny dopływ.
Mniej więcej w połowie długości, na wysokości 840–850 m n.p.m., potok przecina pas twardych skał krystalicznych. Na stoku wykształcił się system kilku kaskad wysokości do ok. 2,5 m, znanych jako Predajnianske vodopády. Niewielki obszar wokół nich jest objęty od 1991 r. ochroną jako Pomnik Przyrody Predajniańskie Wodospady (słow. Prírodná pamiatka Predajnianske vodopády).